# Henryk Kossowski (1815–1878)
Henryk Kossowski (ur. 17 lipca 1815 w Krakowie, zm. 19 września 1878 w Krakowie) – polski rzeźbiarz, członek „Berlińskiej szkoły rzeźby” oraz „szkoły monachijskiej”. Ojciec rzeźbiarza Henryka Kossowskiego (1855–1921). 

## Życiorys
Henryk Kossowski urodził się 17 lipca 1815 w Krakowie. W latach 1829–1831 studiował w Szkole Rysunku i Malarstwa w Krakowie pod kierunkiem Józefa Schmelzera. Od roku 1835 naukę kontynuował w Berlinie w Królewsko-Pruskiej Akademii Sztuk Pięknych (Königlich Preußische Akademie der Künste) pod kierunkiem Johanna Schadowa i Christiana Daniela Raucha. Po powrocie do Krakowa otworzył w tym mieście pracownię rzeźbiarską. Pod koniec 1845 roku, po uzyskaniu stypendium miasta Krakowa, wyjechał na kolejne studia do Akademii Sztuk Pięknych w Monachium. Tam kształcił się pod kierunkiem Ludwiga Schwanthalera oraz w pracowni Johanna von Halbiga. Następnie przebywał w Paryżu. W 1846 roku powrócił do Krakowa i powołany został na stanowisko profesora krakowskiej Szkoły Sztuk Pięknych, w której wykładał do 1875 roku. Jako pedagog, unowocześniając metody nauczania, wprowadził studium rzeźby z żywego modela.
Uczniami Kossowskiego byli: Tadeusz Barącz, Parys Filippi i Wojciech Grabowski (członkowie „szkoły monachijskiej”), Franciszek Wyspiański, Walery Gadomski, Antoni Kurzawa i Marceli Guyski.
Henryk Kossowski zmarł 19 września 1878 w Krakowie i pochowany został na cmentarzu Rakowickim.

## Twórczość
Tworzył portrety i kompozycje religijne. Wykonał m.in.: popiersia portretowe Jana i Piotra Kochanowskich (Bazylika św. Franciszka z Asyżu w Krakowie), popiersie Juliana Ursyna Niemcewicza (Muzeum Narodowe w Krakowie) oraz popiersie Fryderyka Wilhelma III. Rzeźby wolnostojące to m.in.: „Parys i Helena” oraz „Chrystus uzdrawiający ślepego”. Jest również autorem późnoklasycystycznego relikwiarza w kształcie trumny bł. Bronisławy, znajdującego się w Kościele Najświętszego Salwatora w Krakowie.